# Războaiele Yavapai
Războaiele Yavapai, cunoscute și sub denumirea de Războaiele Tonto, au fost o serie de conflicte armate între triburile Yavapai și Tonto și Statele Unite în statul Arizona. Războiul a început după stabilirea coloniștilor americani pe teritoriile Yavapai și Tonto. La momentul respectiv, membrii Yavapai erau considerați un clan al Apașilor Vestici datorită relației apropiate cu triburi precum Tonto și Pinal. Conflictele s-au încheaiat cu transferul triburilor din Rezervația Camp Verde în cea din San Carlos pe 27 februarie 1875, zi cunoscută drept Ziua Exodului.